# Цветаева, Анастасия Геннадьевна
Анастаси́я Генна́дьевна Цвета́ева (род. 24 сентября 1981, Москва) — российская актриса, режиссёр, редактор, блогер, продюсер, дизайнер и журналист.

## Биография

### Ранние годы и учёба
Родилась 24 сентября 1981 года в Москве.
Родители: Клюев Геннадий Викторович, Цветаева Ирина Николаевна. Родители развелись, когда ей было два года. Фамилию «Цветаева» дала мать после смерти отца Насти. 
В детстве училась в нескольких школах разных городов СССР — Белгород-Днестровский, Ташкент и Москва. В последних классах она посещала Школу юного журналиста при факультете журналистики МГУ и хотела связать свою жизнь с писательской деятельностью. После окончания школы со второго раза поступила в ГИТИС на курс Владимира Андреева. За это время она успела выйти замуж.

### Карьера в кино
Во время учёбы на первом курсе, снялась в эпизодической роли в фильме Дениса Евстигнеева «Займёмся любовью». Затем она сыграла в фильмах «Даже не думай», «Даже не думай 2: Тень независимости» и «Мечтать не вредно». Однако, популярность к Насте пришла после съёмок в клипе группы «Звери» «Всё, что тебя касается», вышедшем в 2003 году и молодёжной комедии «Зови меня Джинн».
В 2004 году снялась в сериале канала СТС «Молоды и счастливы».
В 2008 году ради главной роли в фильме «Стерва для чемпиона» Настя изменила образ блондинки на шатенку.
В 2014 году сняла короткометражный 13-ти минутный фильм «Иерусалимский синдром», который был представлен на Каннском кинофестивале в рамках программы Cannes Short Film Corner. Она выступила как продюсер и режиссёр фильма, а также сыграла в нём главную роль.

### Бизнес
Выпустила линию одежды под маркой Nastya Tsvetaeva — вечерние платья для беременных, а также стала сотрудничать со многими авторитетными глянцевыми журналами — L’Officiel, «Парад», Sex and the City и Elle, для которых писала статьи и эссе. В 2007 году она стала главным редактором портала Mainpeople, а в 2008 году — светским редактором и лицом журнала «Дети».

### Общественная позиция
В 2011 году подписала открытое письмо с призывом к гражданам принять участие в митингах «За честные выборы».

### Личная жизнь
- Первый муж (1997—2002, развод).
- Партнёр — Олег Гончаров (2000-е).
  - Сын Кузьма Гончаров (род. 14.10.2005).
- Второй муж — Надав Ольган (с ноября 2010)[9].
  - Дочь Эстер Ольган (род. 28.08.2012)[10].
  - Сын Акива Ольган (род. 28.05.2019)

Живёт в Москве и Тель-Авиве, занимается созданием собственных авторских украшений под маркой Nastia Olgan.
Актриса активно ведёт свой блог в социальной сети Инстаграм, и в 2017 году Анастасия Цветаева получила премию 9 канала Израиля «Человек года», в номинации «интернет персона». Таким образом она была признана лучшим русскоязычным блогером в Израиле.
В этом же году Андрей Малахов вручил ей премию за самый красивый инстаграм в рамках премии от группы проектов «Нефорум блогеров».

## Фильмография
| Год  |    | Название                                          | Роль                     |
| ---- | -- | ------------------------------------------------- | ------------------------ |
| 2002 | ф  | Займёмся любовью                                  | Проститутка              |
| 2002 | ф  | Маме                                              | Катя                     |
| 2002 | ф  | Даже не думай!                                    | Маша                     |
| 2002 | с  | Шукшинские рассказы (новелла «Вянет – пропадает») | имя персонажа неизвестно |
| 2003 | с  | Next 3                                            | Лера                     |
| 2003 | с  | Евлампия Романова. Следствие ведёт дилетант       | Юля                      |
| 2003 | с  | Ребята из нашего города                           | Катя                     |
| 2004 | ф  | Время жестоких                                    | Настя Быстрова           |
| 2004 | ф  | Даже не думай 2: Тень независимости               | Маша                     |
| 2004 | с  | Евлампия Романова. Следствие ведёт дилетант 2     | Юля                      |
| 2004 | с  | Молоды и счастливы                                | Анна Новобранцева        |
| 2004 | с  | Фабрика грёз                                      | имя персонажа неизвестно |
| 2005 | ф  | Зови меня Джинн                                   | Лена Алпацкая            |
| 2005 | ф  | Мечтать не вредно                                 | Саша                     |
| 2005 | с  | Парни из стали (телесериал)                       | Наташа                   |
| 2005 | ф  | Убить карпа                                       | Женя                     |
| 2006 | с  | Грозовые ворота                                   | Катя                     |
| 2006 | с  | Петя Великолепный                                 | Дуня Лифанова            |
| 2006 | с  | Телохранитель                                     | Марина Самойленко        |
| 2007 | тф | Маша и море                                       | Линда                    |
| 2008 | с  | Завещание ночи                                    | Наташа                   |
| 2008 | тф | От тюрьмы и от сумы                               | Надя                     |
| 2008 | мф | Феи                                               | Фауна                    |
| 2008 | с  | Срочно в номер 2                                  | Надежда Лобова           |
| 2008 | ф  | Тариф Новогодний                                  | официантка в кафе        |
| 2009 | с  | Победный ветер. Ясный день                        | Лена Шевцова             |
| 2009 | с  | Пуля-дура 2. Агент почти не виден                 | Жаклин                   |
| 2009 | с  | Пуля-дура 3. Агент для наследницы                 | Жаклин                   |
| 2009 | тф | Умница, красавица                                 | Ольга-Барби              |
| 2010 | ф  | Семейная история                                  | Катя                     |
| 2010 | мф | Феи: Волшебное спасение                           | Фауна                    |
| 2010 | ф  | Стерва для чемпиона                               | Дженни Вольт             |
| 2011 | ф  | Забава                                            | Инга                     |
| 2011 | ф  | Мелодия любви                                     | Эмма                     |
| 2011 | ф  | Одуванчик                                         | Лара                     |
| 2012 | ф  | Твой мир                                          | Кристина                 |
| 2012 | мф | Феи: Тайна зимнего леса                           | Фауна                    |

### Съёмки в клипах
- 2003 — «Всё, что тебя касается» («Звери»)
- 2004 — «Снова в школу» («Корни»)
- 2004 — «Районы-кварталы» («Звери»)